# Лате-мак'ято

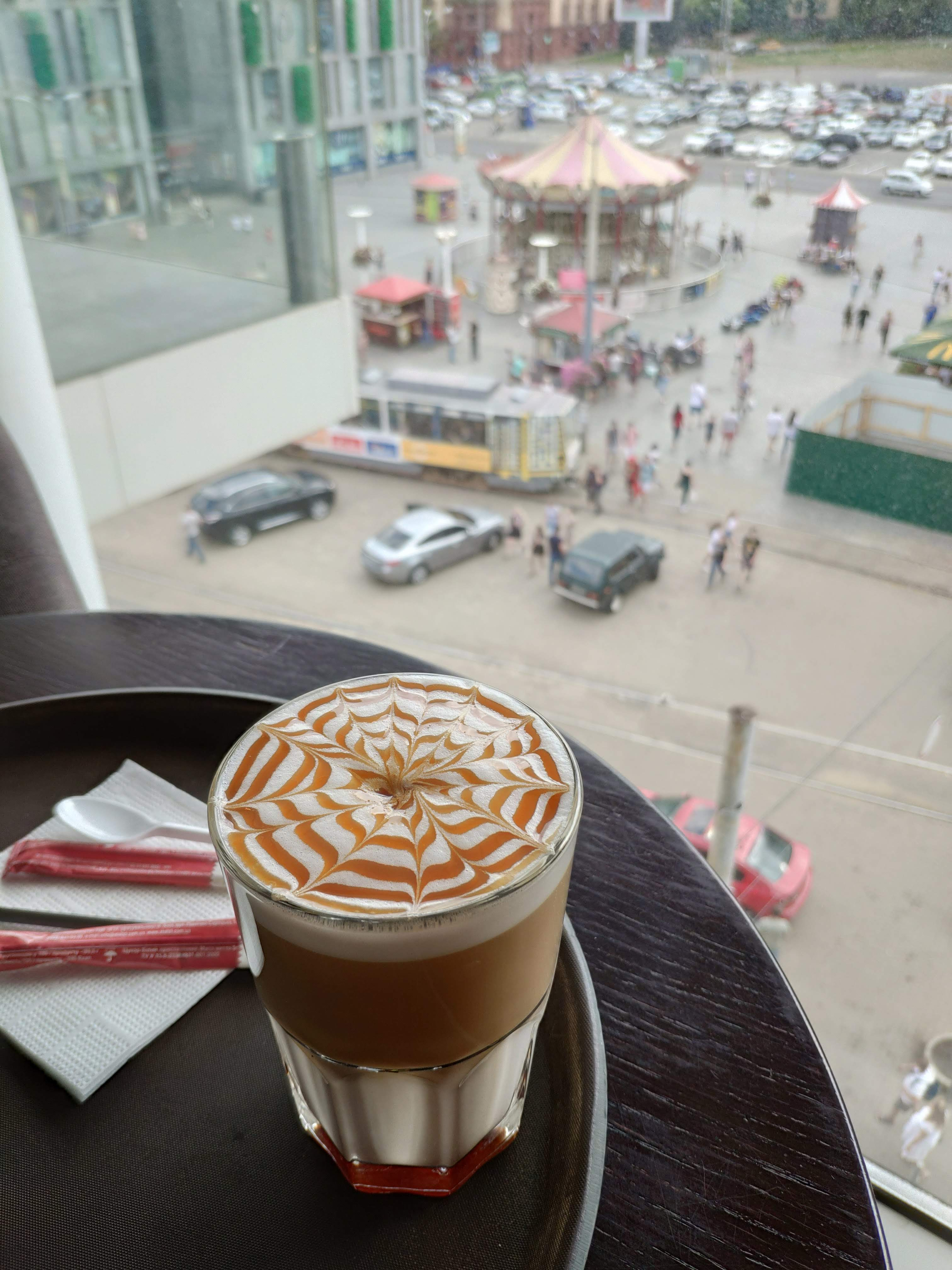
Ла́те-мак'ято з карамеллю у Дніпрі

Ла́те-мак'я́то (італ. latte macchiato — «заплямоване молоко») — гарячий напій на основі кави, що готується шляхом вливання в молоко кави еспресо в пропорції 3:1. Італійське macchia означає маленьку плямку кави, що залишається на поверхні молочної піни.
Від капучино лате відрізняється:
- тим, що еспресо додається в молоко, а не навпаки;
- великою кількістю молока;
- великою кількістю піни по відношенню до молока;
- тим, що кава і молоко зазвичай лежать шарами, не змішуючись.

Напій подається у високій склянці з довгою ложечкою для морозива і соломинкою та складається з трьох шарів, які не змішуються один з одним. Перший шар — гаряче молоко, наступний — кава еспресо, останній, верхній шар — висока піна, збита з молока. Еспресо не змішується з першим молочним шаром завдяки вищій температурі й нижчій, ніж у жирного молока, щільності.
Домогтися необхідної «шаруватості» найпростіше, вливши еспресо в напій останнім, пропустивши його через шар піни.
Стабільну повітряну піну можливо отримати лише використовуючи спеціальні апарати для збивання піни. При цьому піна з незбираного молока тримається довше, ніж зі знежиреного, завдяки своїй збалансованій структурі білків і жирів. Піна для лате має бути пишнішою і повітрянішою, ніж піна для капучино. Ця тема була досліджена в Інституті хімії і технології молока міста Кіль (Німеччина). У результаті проведеної роботи було доведено: що вища температура молока, а також вміст у ньому білків і жирів, то стабільнішою виходить піна для лате-мак'ято та капучино.
Лате-мак'ято спочатку готувалося для дітей, для того щоб, з одного боку, дозволити дітям пити каву нарівні з дорослими, а з другого — позбавити дитячий організм від надлишку кофеїну. Напій дуже популярний у Центральній і Західній Європі серед усіх верств населення і є культовим напоєм яппі. Пінний шар зазвичай посипають шоколадною крихтою або какао-порошком.
Лате подається в айриш-келиху, у спеціальній чашці великого обсягу або у високій склянці з трубочкою. У напій можна додавати будь-які сиропи, призначені для приготування кавових коктейлів (крім цитрусового, бо через нього згортається молоко). Поєднання кави лате і сиропу з чорною смородиною вважається найбільш вдалим.
Існує безліч шаруватих кавових коктейлів на основі лате: лате з корицею, горіховий лате, айс-лате, лате з морозивом, лате з шоколадом і збитими вершками.
Існує мистецтво створення прикрас на поверхні кави «Лате-арт».